# Лохамей-ха-Гетаот
Лохаме́й-ха-Гетао́т (ивр. לוֹחֲמֵי הַגֵּטָאוֹת‎) — коллективное хозяйство и поселение (киббуц) в Западной Галилее, по шоссе № 4, между Акко и Нагарией.

## История
Основан в 1949 году бывшими партизанами и бойцами еврейского сопротивления нацистам в Польше и Литве в годы Второй мировой войны (одними из них были Ицхак Цукерман и его жена Цивия Любеткин, Моше Купферман). Занимает площадь около 350 га, население — около 350 человек, членов киббуца — около 240 человек. Основные занятия: интенсивное сельскохозяйственное производство, включая полеводство, выращивание авокадо, хлопководство, птицеводство, животноводство и прудовое рыбоводство, промышленное производство: предприятие пищевой промышленности «Тиволь».
С 1950 года открыт и активно работает «Музей борцов гетто» и на его основе — учебно-воспитательный центр им. Януша Корчака. В киббуце находится музей-галерея Моше Купфермана — известного художника, лауреата премии Израиля (был членом киббуца). По территории киббуца проходит старинный аквадук Кабри — Акко. В киббуце работает центр деревенского отдыха «Байт ве Кайт». Издательство «Бет лохамей ха-геттаот», созданное в 1970 году, издает труды и мемуары, связанные с Холокостом.

## Население
По данным Центрального статистического бюро Израиля, население на начало 2020 года составляло 705 человек.